# ヘアヌード
ヘアヌード（和製英語：hair nude）は、陰毛が修正されずに写っているヌード写真・映像。日本ではかつて修正が義務付けられるなどの規制があったが、1990年代初めに事実上の解禁状態となり、一大ブームを巻き起こした。
諸外国では陰毛の露出の有無が猥褻の判断基準ではなかったため、日本でのみ意味を持つ概念である。

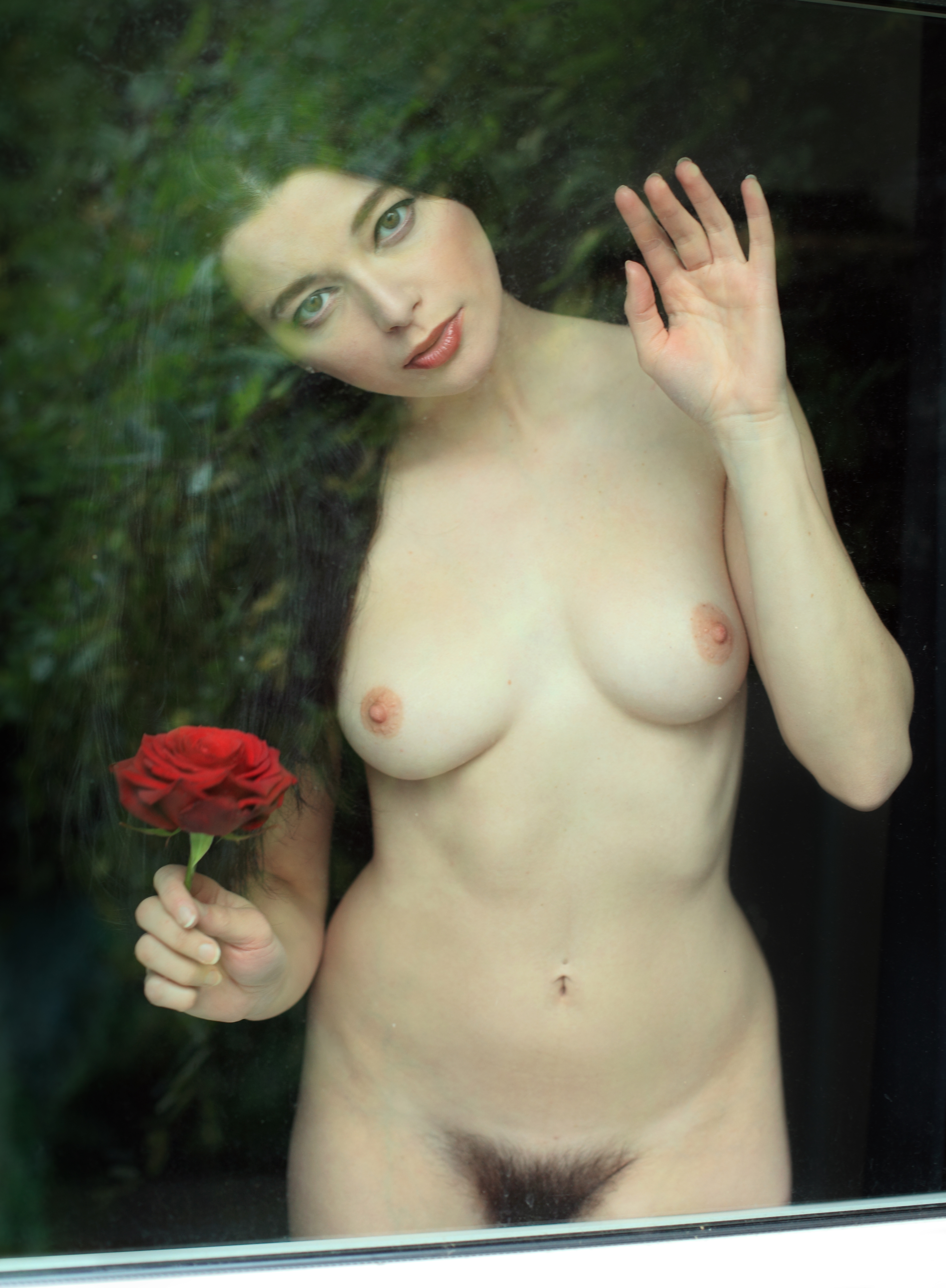
ヘアヌード

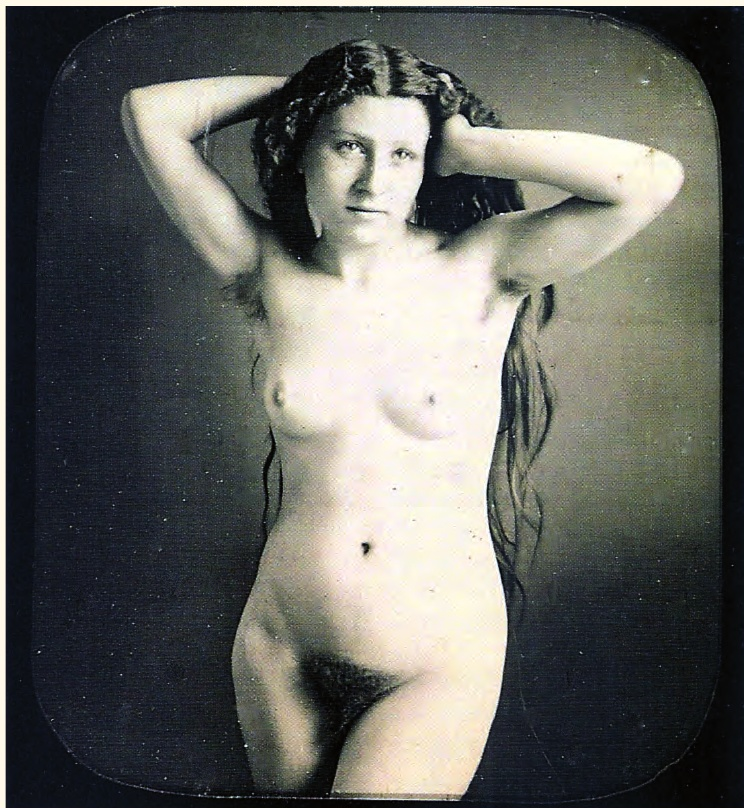
1800年代に撮られたヘアヌード写真

## 概要：用語の由来
講談社の編集者元木昌彦が仕掛け人となり『週刊現代』上で、「ヌード」に陰毛を意味する和製英語「アンダーヘア」を組み合わせ「ヘア・ヌード」と表記したことに始まる。元木はこの功績から「ヘアヌードの父」と呼ばれることもある。
わいせつ物の定義や関連法規が異なる欧米等の諸外国では、そもそも陰毛の有無がことさら着目・問題視されることがあまりないため同義語は存在しないが、英語の俗語としては「full frontal」などが近い。

## 歴史

### 前史
猥褻罪が制定された明治時代から、大正、昭和の戦前、戦後にいたるまで、保守的な日本の警察当局は、写真表現に関しては局部が写っているかどうかを基準にわいせつ物頒布等の罪に該当するかどうかを判断してきた。そして取締りの際には、陰毛についても局部の一部と解釈して規制の対象としてきた。そのため、表現の自由を求める写真家は、麻田奈美のヌードを撮影した青柳陽一のように、りんごなどの小道具を使って巧みに陰毛を隠したり、雑誌編集者が出稿前の段階で修正を行うなどして陰毛を隠していたが、すでに明治時代から芸術と表現の自由の大義名分から、その様な規制は批判の的となっていた。

### 1960年代、70年代 「規制の中で」
戦後になって、ストリップは解禁されたが、1940年代、50年代までは、雑誌、映画媒体においてもヌード表現自体が極めて少なかった。ところが、1960年代になると、写真雑誌やピンク映画などを中心に、ヌード表現が徐々に増えてきた。特に60年代後半には、日本テレビの11PMや若松孝二のピンク映画、寺山修司のアングラ演劇などが、積極的にヌードを扱うようになった。1970年代、警察による厳しい規制の中で表現者は格闘を始める。1973年、東映ポルノ『恐怖女子校・アニマル同級生』主演の織部ゆう子の白の下着で陰毛を透かしたスチル写真が雑誌に掲載。また、同年は漫画表現においても女性の性毛を刈り取る主人公が出てくる劇画『下苅り半次郎』（小池一夫作、神江里見画）が登場した、この時期、規制の無い洋物の映画を日本で上映する際は映倫の指導監督によりボカシが入れられていたが、中には青い体験の最終場面で消し忘れがあるなど陰毛の露出もあった。この規制のない洋画を日本でそのまま上映できないことが後のヘア表現解除への大きな理由となる。
そのような環境下でも、山本晋也など、敢えて際どく、カツラを陰毛と錯覚させるような表現で挑戦的表現をするものはいた。若松孝二プロデュース、大島渚監督の「愛のコリーダ」（松田英子主演、1976年）では実際の性行為を描き、権力に対して正面から戦いを挑んだ。
成人向け雑誌（いわゆるビニ本、エロ本等）では、生地の薄い肌着を湿らすなどした透けパンがブームとなり、ポルノ雑誌自動販売機が各地に設置されたこともあって、1978年から数年の間最盛期を迎えるが、発行元の出版社が摘発されたり、行政から注意を受けるなどして陰毛が透ける写真表現は一旦流通から姿を消す。逆に、一般流通を通さない、いわゆる「裏本」などでの掲載は続き、その市場を賑わわせた。

### 1980年代 「せめぎあい」
1980年代に入ると状況は転じ始め、表現者の側のヘア表現が優勢になっていく。
1981年3月19日、『週刊新潮 3月26日号』において、ストリーキング女性の無修正ヘアヌード写真が掲載された。それまでのビニ本など小規模流通の雑誌と異なる大手週刊誌による掲載は初で、ワイドショーでも取り上げられたこの号は即完売となるも、警察の対応は厳重注意にとどまった。
しかし、同年は一方でたこ八郎が出演していた、陰毛丸出しの『写GIRL』『歌磨呂』が通信販売で出回るものの摘発、1983年2月には国会で少女雑誌での露骨な性交記事が問題視されたあおりで、『ギャルズライフ』が廃刊になるなど厳しい規制は続いた。その様な中で、末井昭編集の雑誌『写真時代』（白夜書房、1981年-1988年）では荒木経惟らによるヌードを掲載していたが、これには時々陰毛が写っている事があり、またロバート・メイプルソープの写真集「Lady リサ・ライオン」（宝島社、1984年）や「ブルータス」誌（マガジンハウス）の特集「裸の絶対温度」（1985年 - ）にも陰毛の写った写真が掲載され、写真家や出版社は芸術としての写真表現を主張し、何を持って「わいせつ」と判断するかは論争となっていた。
そうした芸術表現としてのヘア容認を求める声が高まる中、1985年、東京国際映画祭において、芸術表現としての特例で『1984』などで無修正のヘア映像が上映される。この年、堰を切ったように『福娘』『ニューヌード』『ペントハウス』『ブルータス』『エンマ』などで相次いでヘアヌードが掲載されるも、その内ペントハウスは摘発され、全面解禁とは至らなかった。同年6月、篠山紀信はその状況に抗議するかのように『四谷シモン写真集』で人形に陰毛を生やした表現を行うなど挑戦的姿勢を取っている。また、少年漫画においても『少年チャンピオン』連載の『ぼくはウィリー！』（立原あゆみ作）で陰毛が描写されるなど、ヘア表現はなし崩し的にその陣地を拡大していった。

### 1990年代前半 「ヘア解禁」
1990年代は、ついにヘア解禁の時代となる。1990年5月、NHK教育テレビが篠山紀信撮影の『TOKYO NUDE』のヘアー写真を放映。同年には温泉紹介ビデオ『美女紀・女の秘湯』でヘアーが出るなど、本格的なヘア解禁時代の幕開けとなる。
1991年1月、篠山紀信撮影の樋口可南子写真集『water fruit 不測の事態』では数枚の写真に明白に陰毛が写っていたが、警察は摘発を行わず、口頭での警告にとどめた。これが事実上の日本の出版・映像業界における「ヘア解禁」となり、以後続々と出版されるヘアヌードブームの先鞭をつけることとなる。
4月に『anan』で男性モデルとしてヘア露出していた本木雅弘が7月にヘアヌード写真集『ホワイト・ルーム』を発売、さらに11月、当時トップアイドルであった宮沢りえの『Santa Fe』が発表され社会的関心事となる。宮沢のヘア・ヌードは決定的で、これ以前とこれ以後でヌード表現が分かれるほどの衝撃を与え、社会のヌードに対する見方も大きく変わった。宮沢の影響で、フェミニズム（女性解放・女性主体）の姿勢からのヌードが増え、人気のある芸能人がヘアヌード（全裸）まで見せる敷居も低くなり、角松かのり・三浦綺音・麻生ひろみ・EN DOLL等、アイドル性を保持したままヌードまで見せるヌードアイドル（ヌードル）と呼ばれるアイドルも活動した。一方、その様なブームの中で、高須基仁・二見暁等、「脱がし屋」と呼ばれるヘアヌードの仕掛け人が暗躍するようにもなる。
7月10日には、東京国際映画祭で『美しき諍い女』が無修正のまま、芸術性を競う目的のもとで上映される。これは各国映画祭では無修正で上映されるものが日本だけではできないのはおかしいという税関と映倫の判断によるもので、芸術性の高いものに関してはヘア表現が許される流れを生んだ。
そして1992年4月27日、映倫は猥褻基準の見直しを公表、10月から「原則として日常生活を描写したところでの陰毛表現は問題なし」との見解を出し、これにより流れは決定的に変わる。同年6月には東郷健が輸入ポルノ税関料収事件に勝訴、個人が楽しむ分にはお咎め無し、ということにもなった。
しかし一方で警察は「陰毛よりさらに過激化した性器の露出表現」に対して取り締まりを進めた。結果、1991年5月『週刊テーミス』のAV現場撮影で男優の陰毛のみならず性器が未修正で掲載された件で編集長は始末書を提出し、同誌は廃刊、同7月に狙って性器を掲載した『スパイ』誌もほどなく摘発され廃刊となっている。1994年には、加納典明の『ザ・テンメイ』への警告に続き、翌1995年2月、『きくぜ2！』を摘発、加納と竹書房社長を逮捕し、『ザ・テンメイ』を休刊に追い込んでいる。
また、依然として陰毛表現に対しても、1992年4月にヘアヌードを載せた荒木経惟の『写狂人日記』を摘発、『週刊ポスト』へ警告を発するなどしており、1993年1月の『週刊新潮 1/14両号』のヘアヌードでは「発行部数の多さ」、「芸術性は認められるものの、一部でヘアー解禁を受けとめられるおそれがある」（警視庁）との理由で事情聴取を行っている。だが、宮沢りえ以降の勢いはとどまることなく、ヘアを理由とした規制は行われなくなり、大量のヘアヌード写真集が1990年代を通じて出版された。

### 1990年代後半・「一般化」
1995年以降インターネットが一般化していくと、直接無修正の海外表現を閲覧できるようになって、陰毛が写っているかどうかを猥褻の基準とすることは、まったく無意味なものとなってきた。そのため雑誌（週刊誌、月刊誌等）のグラビアや写真集、アダルトビデオ、イメージビデオ等様々な媒体でヘアが写っていることは特別なことでは無く、むしろ雑誌にヘアヌードが無ければおかしいぐらいに毎週、毎月ヘアヌードを載せるようになり、中にはグラビア全てがアダルトモデルによるヘアヌードという一般誌もあった。こうして、ヌードは性器さえ見せなければ「ヌード＝ヘアヌード」ということになり、多くのアダルトモデルがヘアヌードを見せるのはそのモデルを（AV女優に）売り出すための手段となってきていた。しかし、話題性としてのヘアヌードは残り、大物芸能人によるヘアヌード写真集が断続的に出版され続ける。
1990年代も終盤になると、過熱化したヘアヌードの流行も沈静化の方向に向かっていくが、1997年には宮沢同様に当時トップアイドルであった菅野美穂の『NUDITY』が話題をさらう。さらに2000年代に入るとインターネットの利用も国民化し、出版不況と言われる状況になってきていたが、そのよう中でも2002年に松坂慶子の『さくら伝説』が大きな売上を上げるなどした。

### 2000年以降 「新たな規制」

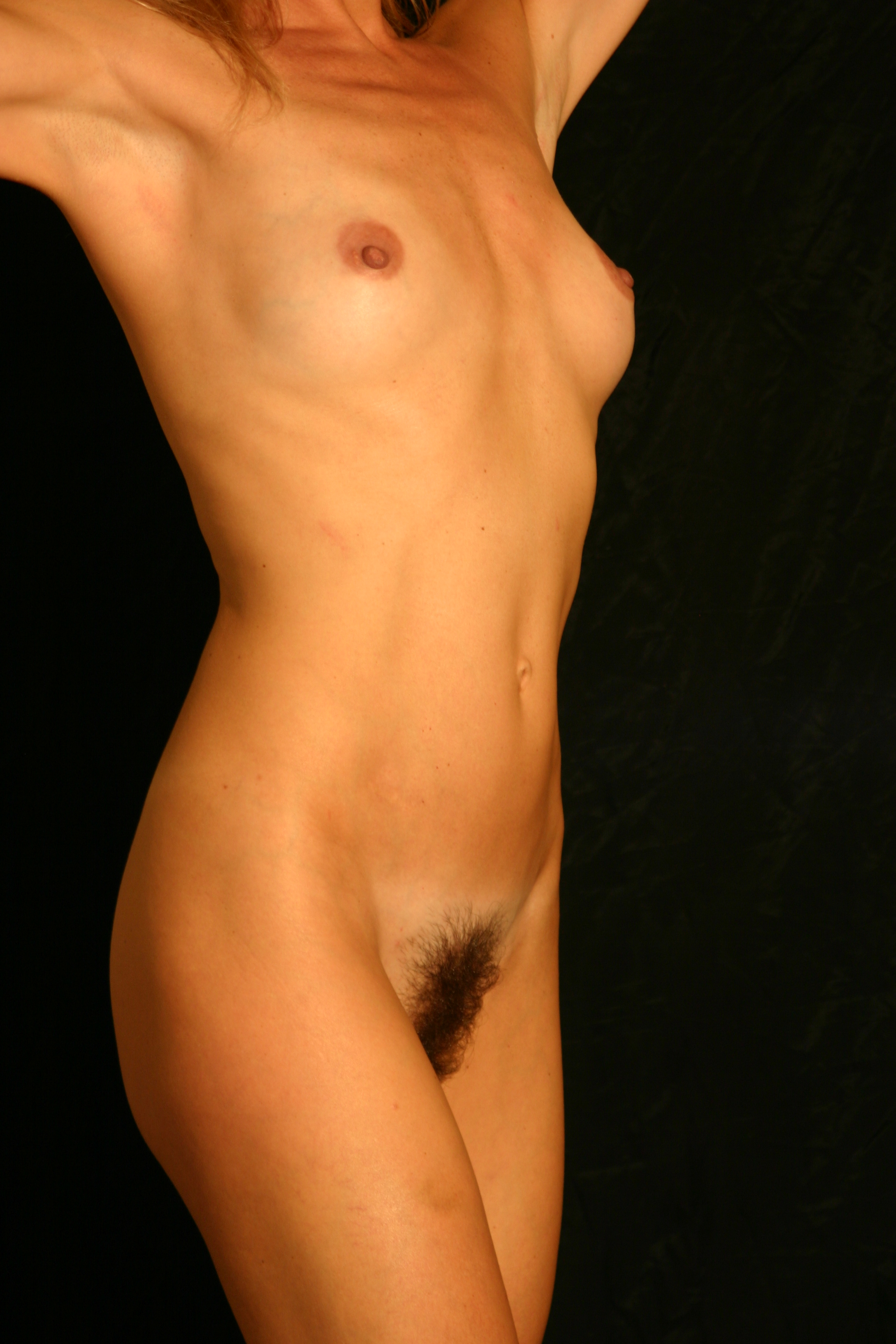
2005年撮影のスタジオ撮影でのヘアヌード

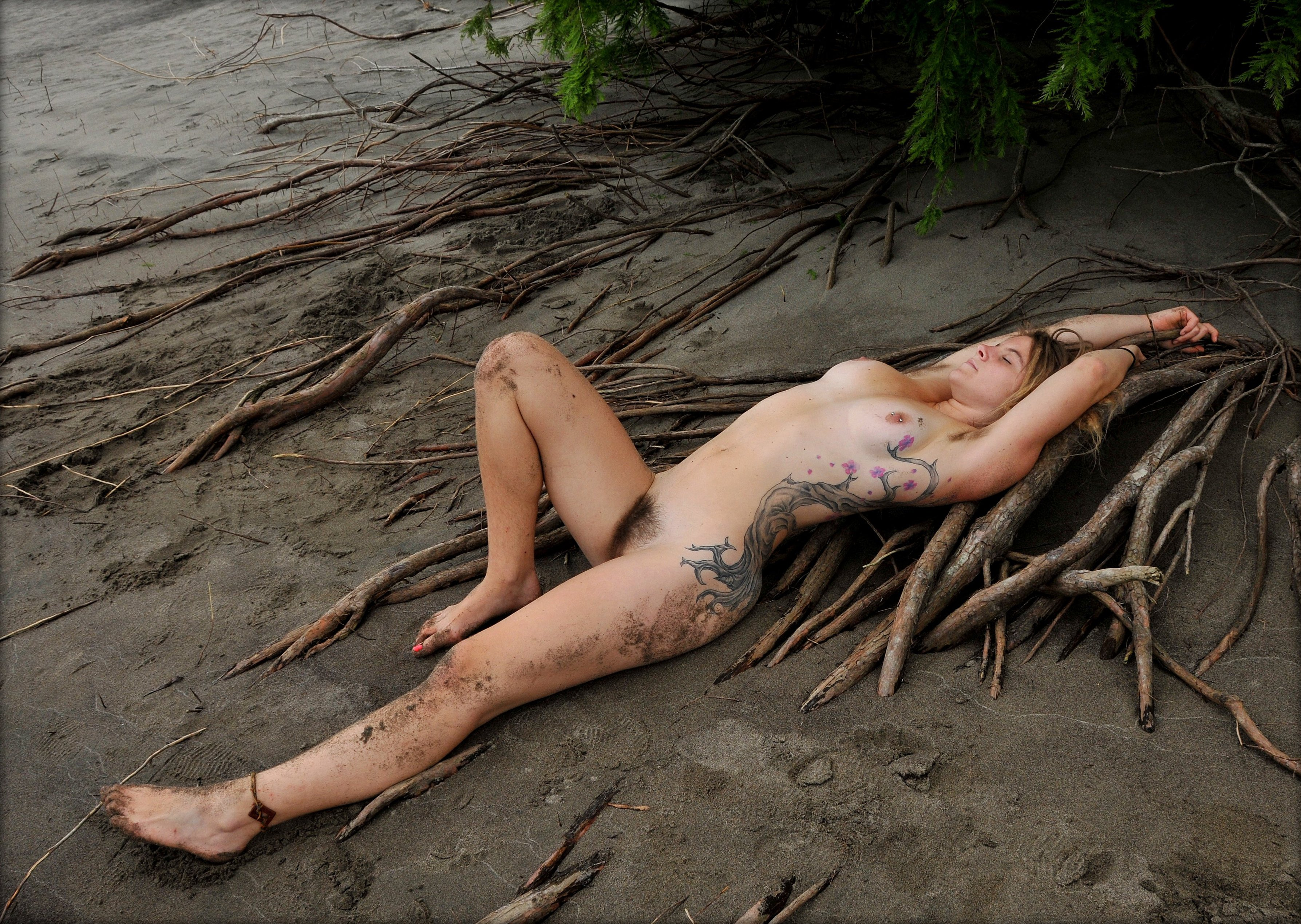
屋外で撮られたヘアヌード写真（2009年6月13日撮影）

こうしてヘアヌード全体への弾圧はなくなったが、官憲の規制は、青少年保護を理由に行われるようになっていく。
2004年（平成16年）2月に日本フランチャイズチェーン協会(JFA)が出版倫理協議会に対し、「すべての不健全図書に対し、未成年が閲覧できないように包装、帯封などを完全実施する」などの自主規制強化方針を提示し、それを受けて大手週刊誌『週刊ポスト』『週刊現代』がヘアヌードグラビアの掲載を取りやめ、後に袋とじなどでの掲載に切り替えた。そうしてヘアヌードは主に写真週刊誌「フライデー」「フォーカス」、そして「実話誌」と呼ばれる雑誌に掲載されるようになっていたが、東京都庁の青少年・治安対策本部が07年12月下旬、週刊誌3誌の編集長を呼び、「青少年健全育成条例に反するグラビアの掲載を取りやめない場合は有害図書指定を行う」とほのめかして規制を図った。
また、ヘアこそ猥褻基準から外れたものの、性器表現は江戸時代の春画であっても「わいせつ」と判定されることがあり、2015年には春画とヌードを同時掲載した雑誌が警視庁に口頭で指導を受けている。
インターネットの一般化によって、こうしたヘアを含めてのポルノ規制は、国境を軽々と超え、年齢制限の議論も空洞化し、日本におけるヘア解禁は、ようやくこの流れに間に合ったともいえる。

## 女性目線のヌード
写真家の更井真理は女子目線のヌード写真集を発表し、話題となった。「子どもたちにとって不健全なヌードを隠れて見るよりも、健全なヌードをもっと目に触れさせる機会をどんどん増やすべきだ。性に対して正しい目が持てる（保守派の木元教子）」という理由から、学校の図書館に宮沢りえ『Santa Fe』（篠山紀信撮影）を入れようという運動すら起きている。
ヌードもいとわぬ女優の三浦綺音は、「いかにも男の目線を意識している」中途半端なポーズを嫌い、「そんなことするくらいなら全部脱いだ方が気持ちいい」と発言した。1999年の江角マキコ『ESUMI』は男性だけでなく女性からも好感をもたれた。
2009年、hitomiの『LOVE LIFE2』は、妊娠中に撮影された「マタニティーヌード」で、同世代女性からの反響が大きく、一部の妊婦のあいだでヌード撮影を行う現象が起きた。

## 主な写真集
| モデル           | タイトル                | 撮影                   | 出版年月   | 出版社・備考                                                                         |
| ---------------- | ----------------------- | ---------------------- | ---------- | ------------------------------------------------------------------------------------ |
| 樋口可南子       | water fruit             | 篠山紀信               | 1991年2月  | 朝日出版社。ヘアヌード解禁の記念碑的写真集。                                         |
| 松尾嘉代         | 黄金郷                  | 大森雄作               | 1991年7月  | 大陸書房。当時48歳で、「熟女ヘアヌード」の嚆矢となった。                             |
| 本木雅弘         | white room              | 篠山紀信               | 1991年8月  | 朝日出版社                                                                           |
| 宮沢りえ         | Santa Fe                | 篠山紀信               | 1991年11月 | 朝日出版社。当時のトップアイドルによるヘアヌード写真集。新聞の全面広告も話題になる。 |
| （複数モデル）   | 愛のかたち Love is Love | 金沢靖                 | 1992年6月  | 竹書房                                                                               |
| 島田陽子         | KirRoyal                | 遠藤正                 | 1992年9月  | 竹書房                                                                               |
| 松尾嘉代         | SENSUAL                 | 清水清太郎             | 1992年12月 | リイド社                                                                             |
| 石田えり         | 罪-immorale-            | ヘルムート・ニュートン | 1993年3月  | 講談社。世界的に著名な写真家による写真集。                                           |
| 辺見マリ         | INFINITO                | 谷口征                 | 1993年5月  | 竹書房                                                                               |
| 山本リンダ       | WANJINA                 | 遠藤正                 | 1993年5月  | 竹書房                                                                               |
| 麻生真宮子       | FAKE                    | 渡辺達生               | 1993年6月  | スコラ                                                                               |
| 西川峰子         | PRIVATE                 | 佐藤健                 | 1993年7月  | 風雅書房                                                                             |
| 川島なお美       | WOMAN                   | 渡辺達生               | 1993年8月  | ワニブックス                                                                         |
| デヴィ・スカルノ | Madame D 秀雅           | 藤井秀樹               | 1993年11月 | スコラ                                                                               |
| にしきのあきら   | REVOLUTION45            | 清水清太郎             | 1993年12月 | リイド社                                                                             |
| 宮崎ますみ       | XX Holy Body            | 長濱治                 | 1993年12月 | 勁文社                                                                               |
|                  | YELLOWS                 | 五味彬                 | 1993年     | 日本初のCD-ROM写真集。1991年に発売中止になった写真集をCD-ROM化。                     |
| 大竹一重         | ひとえ                  | 沢渡朔                 | 1994年5月  | 竹書房。ミス日本グランプリ大会の部門賞「ミスフラワー」。                             |
| 竹井みどり       | 小樽ホテル              | 沢渡朔                 | 1994年11月 | リイド社                                                                             |
| 高岡早紀         | one、two、three         | 篠山紀信               | 1995年1月  | ぶんか社                                                                             |
| 大沢樹生         | Trip                    | 川口裕久               | 1995年6月  | ぶんか社                                                                             |
| 荻野目慶子       | Breezy day              | 篠山紀信               | 1995年11月 | 朝日出版社                                                                           |
| 藤田朋子         | 遠野小説                | 荒木経惟               | 1996年     | 発売直後に急遽発売中止。                                                             |
| ビビアン・スー   | VENUS                   | 陳文彬                 | 1996年7月  | ぶんか社                                                                             |
| 天地真理         | 東京モガ                | 沢渡朔                 | 1997年7月  | モッツ・コーポレーション/リイド社                                                    |
| 菅野美穂         | Nudity                  | 宮澤正明               | 1997年8月  | インディペンデンス。20歳の誕生日に発売。発売記者会見で菅野が泣き話題に。             |
| 首藤康之         | POSSESSION              | 操上和美               | 1997年10月 | 光琳社出版。首藤は東京バレエ団所属ダンサー（当時）                                   |
| 原千晶           | BORABORA                | 篠山紀信               | 1997年11月 | 小学館。1995年度の「クラリオンガール」。                                             |
| 林葉直子         | SCANDAL                 | 野村誠一               | 1998年     | テイアイエス                                                                         |
| 葉月里緒菜       | RIONA                   | 篠山紀信               | 1998年     | ぶんか社                                                                             |
| 杉田かおる       | 女優ごっこ              | 篠山紀信               | 1998年     | 小学館。写真集発売後にバラエティー番組等への出演が増え再ブレイク。                   |
| レオナ           | レオナの杜 碧きレオナ   | 大友正悦               | 1998年     | エムエスピー                                                                         |
| 小島聖           | West by South           | 篠山紀信               | 1999年1月  | 朝日出版社                                                                           |
| 井上晴美         | LIVE                    | 篠山紀信               | 1999年9月  | 幻冬舎                                                                               |
| 小柳ルミ子       | EL VENENO               | 小沢忠恭               | 1999年10月 | バウハウス                                                                           |
| 鮎川あみ         | Accidents TOKYO AMI     | 篠山紀信               | 2000年12月 | 朝日出版社                                                                           |
| 川上麻衣子       | MAIKO KAWAKAMI          | 篠山紀信               | 2001年     | 小学館。ヘア解禁前の1983年に撮影された17歳時の未公開ヘアヌード写真を収録。           |
| 松坂慶子         | さくら伝説              | 毛利充裕               | 2002年     | フォーブリック。50歳での初ヘアヌード写真集。                                         |
| かでなれおん     | はだかのれおん          | 篠山紀信               | 2004年     | 朝日出版社                                                                           |
| 叶美香           | Sweet Goddess           | 叶恭子                 | 2006年     | バウハウス                                                                           |
| 小島可奈子       | Moon&Sun                | 橋本雅司 毛利充裕      | 2006年     | バウハウス                                                                           |
| 神楽坂恵         | はだいろ                | 松田忠雄               | 2008年     | 講談社                                                                               |
| hitomi           | LOVE LIFE2              | 高橋ヨーコ 舞山秀一    | 2009年     | 幻冬舎                                                                               |
| 細川ふみえ       | fumming                 | 篠山紀信               | 2009年12月 | 講談社                                                                               |
| 草刈民代         | BALLERINE               | 渞忠之                 | 2010年     | 幻冬舎                                                                               |
| 嘉門洋子         | 写真集 嘉門洋子         | 橋本雅司               | 2011年2月  | 講談社                                                                               |
| 田畑智子         | 月刊NEO田畑智子         | 松井康一郎             | 2011年8月  | イーネットフロンティア。朝ドラヒロイン経験者の突然のヘアヌードとして驚きを与えた。   |
| 後藤理沙         | lisa goto at nude       | 佐藤学                 | 2012年4月  | 講談社                                                                               |
| 西本はるか       | Shape                   | 西田幸樹               | 2012年5月  | 講談社                                                                               |

## 映画におけるヘアヌード

### 概説
日本における映画興行では、『映倫管理委員会』という、自主規制組織による審査を通る必要があり、かつては陰毛についてはぼかし処理をかけるという規則があった。『愛のコリーダ』は諸外国では無修正で放映されたが、日本では大幅な修正が施されて上映されている。また、同題名の書籍が発行されたが、その一部がわいせつ文書図画に当たるとして、わいせつ物頒布罪で監督と出版社社長が検挙起訴された。
『情熱の画家ゴヤ』（1971年、ソ連/東ドイツ映画）が公開されたときゴヤが「裸のマハ」を描く場面でモデルのヘアがスクリーン上に映し出されたが、芸術性の高い作品ゆえ当局も黙認した。
その後、1985年6月、第1回東京国際映画祭においてマイケル・ラドフォード監督のイギリス映画『1984年』（1984年製作）がぼかし無しの状態で上映された。この作品では女優のスザンナ・ハミルトンらが陰毛を露出するシーンがあるが、東京における初めての大規模映画祭開催とあって製作者側への配慮から例外措置が取られ、その後も同映画祭内に限って陰毛描写を認める流れができあがった。
1992年5月、フランス映画『美しき諍い女』が一般公開では初めて、ぼかしのないヘアヌードシーンを含んだ状態で上映された。映倫がこの上映を認めた背景としては、ヌードモデルをテーマにした作品でありヘアヌードシーンが映画の大半に及ぶため修正を入れると内容への影響が大きいこと、写真において前年に「ヘア解禁」が行われていたこと、さらにはこの作品は、前年の第4回東京国際映画祭において、既にぼかし無しの状態で上映されていたことなど、複合的な環境があげられる。映倫はこの作品の審査から陰毛修正を「原則」レベルに緩め、性行為と直接関わりのないヘアヌードシーンについては実質的に無修正が恒常化することになった。
日本映画史上初のヘアヌードとされるのが、1994年の『愛の新世界』における鈴木砂羽・片岡礼子のヌードシーンである。
その後徐々に製作サイドにも浸透し、ヘア解禁以前に公開された作品についても2000年代、「ヘア無修正版」などと称してDVD等のメディアで再リリースされる例が増加している。近年ではヘアヌードを披露することを「役者魂を見せる」「体当たり」とメディアで報じられる傾向にある。これに反対する見方も日本にはあるが、海外では有名女優や大女優が映画で裸体を披露している。
しかし近年の日本では、CM契約において、イメージを重視する企業側が女優に対してヌードにならないよう要請するケースも多く、著名な若手女優が裸になることは、それほど多くない。

### 主な映画
映画でヘアヌードになった代表的な女優の一覧。ビデオ映画も含める。
| 女優                                  | タイトル                                    | 監督         | 公開年月日     |
| ------------------------------------- | ------------------------------------------- | ------------ | -------------- |
| 墨田ユキ 八神康子                     | 墨東綺譚                                    | 新藤兼人     | 1992年6月6日   |
| 鈴木砂羽 片岡礼子                     | 愛の新世界                                  | 高橋伴明     | 1994年12月17日 |
| 富田靖子                              | 南京の基督                                  | トニー・オウ | 1995年12月9日  |
| 嶋田博子                              | 「物陰に足拍子」より MIDORI                 | 廣木隆一     | 1996年6月29日  |
| 藤井かほり                            | スワロウテイル                              | 岩井俊二     | 1996年9月14日  |
| 椎名英姫                              | OPEN HOUSE                                  | 行定勲       | 1998年6月20日  |
| 金谷亜未子                            | 歯科医                                      | 中原俊       | 2000年2月19日  |
| 宮前希依                              | 弱虫（チンピラ）                            | 望月六郎     | 2000年11月11日 |
| 荻野目慶子                            | 三文役者                                    | 新藤兼人     | 2000年12月2日  |
| 中原翔子                              | ビジターQ                                   | 三池崇史     | 2001年3月17日  |
| 佐々木ユメカ                          | トーキョー×エロティカ                       | 瀬々敬久     | 2002年6月15日  |
| 伊藤歩                                | ふくろう                                    | 新藤兼人     | 2004年2月7日   |
| 杉本彩 卯月妙子 未向                  | 花と蛇                                      | 石井隆       | 2004年3月13日  |
| 伊東美華                              | 完全なる飼育 赤い殺意                       | 若松孝二     | 2004年9月18日  |
| 秋吉久美子                            | 透光の樹                                    | 根岸吉太郎   | 2004年10月30日 |
| 河井青葉                              | ガールフレンド                              | 廣木隆一     | 2004年11月27日 |
| 黒沢あすか                            | でらしね                                    | 中原俊       | 2004年11月27日 |
| 黒田エミ                              | 花井さちこの華麗な生涯                      | 女池充       | 2005年11月26日 |
| 早良めぐみ                            | ゲルマニウムの夜                            | 大森立嗣     | 2005年12月17日 |
| 杉本彩 荒井美恵子 不二子              | 花と蛇2 パリ/静子                           | 石井隆       | 2005年5月14日  |
| 板谷由夏                              | 欲望                                        | 篠原哲雄     | 2005年11月19日 |
| 宮崎ますみ                            | Strange Circus 奇妙なサーカス               | 園子温       | 2005年12月24日 |
| 山下葉子 黒沢あすか                   | サンクチュアリ                              | 瀬々敬久     | 2006年10月7日  |
| 川越美和                              | 松ヶ根乱射事件                              | 山下敦弘     | 2007年2月24日  |
| 綾瀬つむぎ                            | せつな                                      | 高原秀和     | 2007年3月23日  |
| 喜多嶋舞                              | 人が人を愛することのどうしようもなさ        | 石井隆       | 2007年9月8日   |
| 小島可奈子                            | 泪壺                                        | 瀬々敬久     | 2008年3月1日   |
| 月船さらら                            | 世界で一番美しい夜                          | 天願大介     | 2008年5月24日  |
| 町田マリー                            | 美代子阿佐ヶ谷気分                          | 坪田義史     | 2009年7月4日   |
| 安井紀絵 佐久間麻由                   | 名前のない女たち                            | 佐藤寿保     | 2010年9月4日   |
| 佐藤寛子                              | ヌードの夜/愛は惜しみなく奪う               | 石井隆       | 2010年10月2日  |
| 江澤翠                                | 愛するとき、愛されるとき                    | 瀬々敬久     | 2010年10月9日  |
| 嘉門洋子                              | 不倫純愛                                    | 矢崎仁司     | 2011年1月22日  |
| 水野美紀 神楽坂恵 冨樫真              | 恋の罪                                      | 園子温       | 2011年11月12日 |
| 片山瞳                                | 海燕ホテル・ブルー                          | 若松孝二     | 2012年3月24日  |
| 壇蜜                                  | 私の奴隷になりなさい                        | 亀井亨       | 2012年11月3日  |
| 江口のりこ 千葉美紅 牧野風子          | 戦争と一人の女                              | 井上淳一     | 2013年4月27日  |
| 佐々木心音                            | フィギュアなあなた                          | 石井隆       | 2013年6月15日  |
| 中島京子 谷村みなみ 羽月希            | マーダーフィルム ストーカーに狙われたメイド | 岡崎喜之     | 2013年9月13日  |
| 間宮夕貴 屋敷紘子                     | 甘い鞭                                      | 石井隆       | 2013年9月21日  |
| 森野美咲                              | 花鳥籠                                      | ヨリコジュン | 2013年11月23日 |
| 桜木梨奈                              | 華魂                                        | 佐藤寿保     | 2014年1月19日  |
| 芳賀優里亜                            | 赤×ピンク                                   | 坂本浩一     | 2014年2月22日  |
| 高橋美津子                            | 東京無国籍少女                              | 押井守       | 2015年7月25日  |
| 木嶋のりこ 間宮夕貴                   | 屋根裏の散歩者                              | 窪田将治     | 2016年7月23日  |
| 璃子                                  | 好きでもないくせに                          | 吉田浩太     | 2016年9月3日   |
| 冨手麻妙 筒井真理子 下村愛 吉牟田眞奈 | アンチポルノ                                | 園子温       | 2017年1月28日  |
| 永夏子 松田リマ                       | STILL LIFE OF MEMORIES                      | 矢崎仁司     | 2018年7月21日  |
| 西川可奈子                            | アンダー・ユア・ベッド                      | 安里麻里     | 2019年7月19日  |
| 柄本佑 瀧内公美                       | 火口のふたり                                | 荒井晴彦     | 2019年8月23日  |
| 小倉由菜                              | いつか…（R-15版）                           | 髙原秀和     | 2019年8月23日  |
| 根尾あかり                            | たすけびと                                  | 小関裕次郎   | 2022年10月14日 |